# Monobright one
monobright one （モノブライト　ワン）は、monobrightのアルバム。2007年10月24日、デフスターレコーズよりリリース。
キャッチコピーは、「唯我独尊。無敵艦隊 monobright ファースト・アルバム出帆。」

## 解説
- メジャー1stアルバム。
- シングルで発表された2曲＋カップリング曲の3曲を含む全12曲収録。
- 9曲目のバリアバニラを除き、桃野のソロ時代や札幌時代に作られライブで演奏されてきた曲で構成されている。
- アルバム発売に伴い、メンバーによる楽曲解説が掲載された。
- CDジャケットは、イギリスの都市ブライトンにあるパレス・ピア（ブライトン・ピア）のメリーゴーランドをモチーフにしている

## 収録曲
1. 20th Century Lover's Orchestra (4:03)
アルバムリードナンバー。PVも制作された。PVはメンバー全員が借り物の楽器を使用し撮影された。監督は清水康彦
札幌時代は"20th Lovers orchestra"がタイトルであったが狙った意味と異なっていることに気がつき、今のタイトルになった。
2. 歌舞いた魚ディスコ (3:52)
3. 学校 (3:51)
4. 未完成ライオット (3:39)
1stシングル。
5. 魔法のライター (3:48)
6. バタフライングリップス (4:11)
7. デイドリームネイション (3:43)
8. まぼろし (3:51)
9. バリアバニラ (1:53)
コーラスと桃野のしゃべりで構成された、上京後に作られたインスト曲。桃野は何をしゃべったかよく覚えていないという。
10. 頭の中のSOS (4:06)
2ndシングル。
11. 道標側ソウル (4:01)
12. music number (3:22)
1stシングル「未完成ライオット」カップリング曲。

全曲作詞・作曲：桃野陽介　編曲：monobright